# خيسوس دانيال غارسيا
خيسوس دانيال غارسيا (بالإسبانية: Jesús Daniel García)‏ هو لاعب كرة قدم مكسيكي، ولد في 7 أغسطس 1994. لعب مع كروز آزول.